# Rated R: Remixed
Rated R: Remixed (стилизовано Rated R /// Remixed) — второй альбом ремиксов барбадосской певицы Рианны, выпущенный 8 мая 2010 года в Бразилии и Европе и 24 мая того же года в США лейблом Def Jam Recordings. Альбом содержит ремиксы на песни из четвёртого студийного альбома певицы, Rated R. Все ремиксы были созданы американским диджеем нидерландского происхождения Chew Fu. Большая часть ремиксов воссоздана с влиянием хаус-музыки и активным использованием синтезаторов.
Альбом достиг четвёртого места в Греции и шестого места в американском чарте Dance/Electronic Albums; он достиг 33-го места в американском чарте Top R&B/Hip-Hop Albums и 158-го места в американском чарте Billboard 200. По данным Nielsen SoundScan, по состоянию на июль 2010 года в США было продано 13 000 копий Rated R: Remixed.

## Создание и выпуск
После выпуска альбома Rated R (2009) и синглов «Russian Roulette», «Hard» и «Rude Boy», Def Jam Recordings 14 апреля 2010 года подтвердили, что Рианна выпустит свой второй альбом ремиксов Rated R: Remixed. Первый альбом ремиксов певицы, Good Girl Gone Bad: The Remixes, вышел в январе 2009 года. Проект был анонсирован как что-то, что поможет фанатам переждать перерыв, пока певица находилась в турне Last Girl on Earth Tour, а её пятый альбом, Loud, ещё не вышел. Rated R: Remixed был эксклюзивно ремикширован нью-йоркским продюсером электронных записей, ремиксером и диджеем Chew Fu. Несмотря на то, что Rated R состоит из 13 песен, Rated R: Remixed содержит ремиксы лишь на 10 из них; «Cold Case Love», «The Last Song» и «Te Amo» не были ремикшированы.
Rated R: Remixed содержит элементы хаус-музыки. «Russian Roulette», «Photographs», «Rude Boy» и «Stupid in Love» содержат «жёсткие электронные и синтезаторные биты». «Wait Your Turn», изначально дабстеп- и хип-хоп песня, была переделана в хаус-трек. «Stupid in Love», изначально пауэр-баллада в стилях поп и R&B, также была ремастирована в стиле хаус.
Rated R: Remixed был выпущен 8 мая 2010 года, в Бразилии и разных частях Европы в формате цифровой дистрибуции. В таком же формате он вышел 24 мая в США.

## Оценки и критика
Джин Гун в обзоре для MSN Entertainment дала смешанный отзыв альбому, присудив ему 2.5 из 5 баллов. Гун похвалила то, как Фу изменил некоторые из более мрачных и даунтемпо-песен, включив в них «запоминающиеся, оптимистичные штрихи». Она отметила, что «Photographs» претерпели «заводную» трансформацию, и что композиция дополняет вокальное исполнение Рианны. Что касается «Stupid in Love», Гун описала ремикс как «достаточно стильный, чтобы его можно было сыграть в модном бутике или кафе».
Тем не менее, Гун раскритиковала «Russian Roulette», написав, что Фу, похоже, «немного увлекся», и раскритиковала его за то, что он использовал электро-биты в каждой песне, не все из которых, возможно, нуждались в них. Она отметила, что «Russian Roulette» было «неприятно слушать». Что касается «Rude Boy», изначально танцевальной песни в стиле аптемпо, которая включает в себя элементы дэнсхолла, рагга, поп-музыки и R&B жанров, Гун заявила, что продюсирование Фу было попыткой «превзойти и без того оптимистичный оригинал». Гун пришла к выводу, что, хотя она отметила, что некоторые ремиксы «не так уж плохи для слуха», там не было ни одного выдающегося или запоминающегося трека. Кроме того, Гун раскритиковала ремиксы за то, что они были слишком сильно искажены электронными синтезаторами, которые «казалось, конкурировали за наше внимание, а не дополняли вокал Рианны».

## Список композиций
| №                   | Название                              | Ремикс                         | Длительность |
| ------------------- | ------------------------------------- | ------------------------------ | ------------ |
| 1.                  | «Mad House»                           | Chew Fu Straight Jacket Fix    | 2:12         |
| 2.                  | «Russian Roulette»                    | Chew Fu Black Russian Fix      | 5:55         |
| 3.                  | «Rockstar 101»                        | Chew Fu Teachers Pet Fix       | 4:27         |
| 4.                  | «Wait Your Turn»                      | Chew Fu Can’t Wait No More Fix | 5:09         |
| 5.                  | «Photographs» (при участии Will.I.Am) | Chew Fu 35mm Fix               | 5:59         |
| 6.                  | «Rude Boy»                            | Chew Fu Vitamin S Fix          | 5:41         |
| 7.                  | «Hard» (при участии Jeezy)            | Chew Fu Granite Fix            | 5:28         |
| 8.                  | «G4L»                                 | Chew Fu Guns In The Air Fix    | 5:25         |
| 9.                  | «Fire Bomb»                           | Chew Fu Molotov Fix            | 6:58         |
| 10.                 | «Stupid In Love»                      | Chew Fu Small Room Fix         | 5:32         |
| Общая длительность: | Общая длительность:                   | Общая длительность:            | 52:51        |

| №  | Название   | Ремикс                | Длительность |
| -- | ---------- | --------------------- | ------------ |
| 6. | «Rude Boy» | Chew Fu Bumbaclot Fix | 6:37         |

## Участники записи
Из Allmusic.
- Микаэль Александер — ассистент
- Beardyman — вокал
- Джесси Бондс — гитара
- Джей Браун — A&R
- Бобби Кэмпбелл — ассистент
- Chase & Status — продюсер, музыкант
- Chew Fu — программирование, продюсирование ремиксов, создание ремиксов
- Джеймс Джей Купер III — виолончелист, солист
- Седрик Кульнерт — помощник инженера
- Тайлер Ван Дален — помощник инженера
- Кевин «Кейди» Дэвис — микширование
- Стивен Деннис — помощник инженера
- Дилан Дрездоу — сведение
- Миккель С. Эриксен — инженер, вокальный продюсер, музыкант
- Джеймс Фаунтлерой II — бэк-вокал
- Гленн Фишбах — челли
- Пол Фоули — инженер
- Рик Фридрих — помощник инженера
- Future Cut — клавишные
- Мариэль Хенн — стилист
- Алекс Халди — дизайн
- Кевин Хэнсон — ассистент
- Чак Хармони — продюсер
- Кит Харрис — струнные
- Бен Харрисон — гитара, дополнительное продюсирование
- Карл Хайльброн — вокальный инженер
- Саймон Хенвуд — художественное направление, дизайн, фотография, стилист
- Тор Эрик Хермансен — музыкант
- Жан-Мари Хорват — микширование
- Гази Хурани — ассистент микшера
- Джейсен Джошуа — сведение
- Майк Джонсон — инженер
- Джей Пи Робинсон — художественное направление, дизайн, фотография
- Брайан Кеннеди — клавишные, программирование, продюсер
- Падрайк Керин — инженер
- Ольга Конопельская — скрипка
- Эмма Куммроу — скрипка
- Джанкарло Лино — ассистент по микшированию
- Патер Мартинес — ассистент
- Луиджи Маццокки — скрипка, солист
- Монте Нойбл — клавишные
- Териус Нэш — продюсер
- Луис Наварро — помощник инженера
- Шаффер Смит — продюсер
- Джаред Ньюкомб — ассистент микширования
- Питер Ночелла — альт
- Крис «Тек» О’Райан — инженер
- Энтони Палаццоле — ассистент по микшированию
- Paper-Boy — дополнительное производство
- Сиарра Пардо — художественное направление, дизайн
- Чарльз Паркер — скрипка
- Росс «Дайтс» Паркин — помощник инженера
- Дэниел Пэрри — ассистент
- Кевин Портер — ассистент
- Антонио Рид — исполнительный продюсер
- Антонио Ресендис — ассистент
- Макеба Риддик — бэк-вокал, вокальный продюсер
- Рианна — исполнительный продюсер, художественное направление, дизайн
- Монтес Робертс — помощник инженера
- Эван Роджерс — исполнительный продюсер
- Себастьен Салис — помощник инженера
- Джейсон Шервуд — помощник инженера
- Тайран «Tай-Тай» Смит — A&R
- Калеб Спейр — бас-гитара
- Stargate — продюсер
- Статус — производитель
- Ксавье Стивенсон — ассистент
- Кристофер «Трики» Стюарт — продюсер
- Тим Стюарт — гитара
- Бернт Руне — стрей-гитара
- Карл Стиркен — исполнительный продюсер
- Роб Свайр — музыкант
- Игорь Швец — скрипка
- Шон Таллман — инженер
- Маркос Тейлор — инженер
- Григорий Теперман — скрипка
- Брайан «Би-Лув» Томас — инженер
- Пэт Тралл — инженер
- Маркос Товар — инженер
- Нил Такер — ассистент, гитарный инженер
- Эллен Фон Унверт — фотография
- Ален Уайт — акустическая гитара
- Эндрю Уэппер — инженер
- Ys — продюсер

## Чарты
В Греции, Rated R: Remixed дебютировал под номером 11 17 мая, 2010 года. На следующей неделе альбом достиг пика на четвёртой позиции. Всего, альбом провёл там две недели. В США, альбом дебютировал и достиг пика на 158-й строчке чарта Billboard 200 12 июня, 2010 года. Альбом провёл там одну неделю. Rated R: Remixed дебютировал и достиг пика на шестой строчке американского чарта Dance/Electronic Albums 12 июня, и провёл там 11 недель. Он дебютировал и достиг пика на 33-й строчке чарта Top R&B/Hip-Hop Albums 12 июня, и провёл там 13 недель. На июль 2010 года, Rated R: Remixed продался тиражом 13,000 копий в США, согласно Nielsen SoundScan.
| Чарт (2010)                   | Высшая позиция |
| ----------------------------- | -------------- |
| Греция (IFPI)                 | 4              |
| США (Billboard 200)           | 158            |
| США (Dance/Electronic Albums) | 6              |
| США (Top R&B/Hip-Hop Albums)  | 33             |

## История выпуска
| Регион     | Дата         | Формат               | Лейбл              |
| ---------- | ------------ | -------------------- | ------------------ |
| Бразилия   | 8 мая, 2010  | Цифровая дистрибуция | Def Jam Recordings |
| Финляндия  | 8 мая, 2010  | Цифровая дистрибуция | Def Jam Recordings |
| Германия   | 8 мая, 2010  | Цифровая дистрибуция | Def Jam Recordings |
| Венгрия    | 8 мая, 2010  | Цифровая дистрибуция | Def Jam Recordings |
| Недерланды | 8 мая, 2010  | Цифровая дистрибуция | Def Jam Recordings |
| Португалия | 8 мая, 2010  | Цифровая дистрибуция | Def Jam Recordings |
| Испания    | 8 мая, 2010  | Цифровая дистрибуция | Def Jam Recordings |
| Швеция     | 8 мая, 2010  | Цифровая дистрибуция | Def Jam Recordings |
| Швейцария  | 8 мая, 2010  | Цифровая дистрибуция | Def Jam Recordings |
| США        | 24 мая, 2010 | Цифровая дистрибуция | Def Jam Recordings |